# ノイエンマルクト
ノイエンマルクト (ドイツ語: Neuenmarkt) は、ドイツ連邦共和国バイエルン州クルムバッハ郡（オーバーフランケン行政管区）の町村（以下、本項では便宜上「町」と記述する）で、連邦道303号に面している。

## 歴史
ノイエンマルクトと、現在はその一地区となっているヘグナブルンが初めて史料に現れるのは1398年のことである。オーラミュンデ伯と伯爵家が創設したヒンメルクロン修道院が両地区を豊かにした。プロイセン王国バイロイト侯領に置かれたアムトは1807年のティルジットの和約によってフランス領に、次いで1810年にバイエルン王国領になった。1848年には、『シーフェ・エベーネ』と呼ばれる、ドイツで最も急勾配な鉄道路線が完成した。現在の自治体のノイエンマルクトは、1971年に、ノイエンマルクトとそれまでは独立した自治体であったヘグナブルンとが合併して成立した。

## 地理

### 自治体の構成
この町は、公式には11の地区 (Ort) からなる。このうち小集落や孤立農場などを除く集落を以下に列記する。
- ヘグナーブルン
- ノイエンマルクト
- シュレーメン
- ゼー

## 行政

### 議会
議会は、首長を含めて17議席から成る。

## 文化と見所
ノイエンマルクトには、ドイツ蒸気機関車博物館がある。

## 引用
1. ↑  https://www.statistikdaten.bayern.de/genesis/online?operation=result&code=12411-003r&leerzeilen=false&language=de Genesis-Online-Datenbank des Bayerischen Landesamtes für Statistik Tabelle 12411-003r Fortschreibung des Bevölkerungsstandes: Gemeinden, Stichtag (Einwohnerzahlen auf Grundlage des Zensus 2011)
2. ↑  Bayerische Landesbibliothek Online